# Cybele (cantora)
Cybele Ribeiro de Sá Leite Freire (Ibirataia, 3 de maio de 1940 – Rio de Janeiro, 21 de agosto de 2014) foi uma cantora brasileira. É irmã das cantoras e compositoras Cyva, Cynara e Cylene, todas do grupo vocal Quarteto em Cy.
A cantora morreu de isquemia pulmonar e foi sepultada no cemitério São João Batista (Rio de Janeiro).

## Discografia
- (1974) Cybele